# Símbol mineral
Els símbols minerals són unes abreviatures de text que s'utilitzen per abreujar grups, subgrups i espècies de minerals, de la mateixa manera que s'utilitzen símbols amb lletres per als elements químics.
El primer conjunt de símbols minerals d'ús comú es va publicar el 1983 i cobria els minerals comuns que formaven roques utilitzant 192 símbols de dues o tres lletres, anomenats «símbols de Kretz». Posteriorment es van anunciar llistes més extenses en forma de publicacions, o publicades a pàgines web de revistes.
L'any 2021 l'Associació Mineralògica Internacional va publicar una llista completa de més de 5.700 símbols (símbols IMA), que corresponien als minerals aprovats fins aleshores. Aquesta llista, compilada per L.N. Warr, es va publicar al volum 85 (número 3) de la revista Mineralogical Magazine.
Els símbols minerals es representen més habitualment per símbols de text de tres lletres, encara que també existeixen símbols d'una, dues i quatre lletres. S'utilitzen quatre mètodes de nomenclatura:
1. Les lletres inicials d'un nom, per exemple: cianotriquita, Cya, i mitscherlichita, Mits.
2. Una combinació considerada característica del nom del mineral, per exemple: ewingita, Ewg, i neighborita, Nbo.
3. Una selecció de lletres que expressen components del nom, per exemple: adranosita, Arn.
4. Abreviatures amb lletres quan hi ha prefixos, per exemple: clorocalcita, Ccal, i niquelzippeïta, Nizip.

Als nous minerals aprovats per l'Associació Mineralògica Internacional (IMA-CNMNC) després de la data de publicació de la primera llista se'ls assignen símbols únics coherents amb la llista principal i s'anuncien als butlletins de l'IMA-CNMNC. També hi ha disponible una llista actualitzada amb els tots els símbols emprats per comprovar la disponibilitat dels símbols abans de presentar-los per a aprovació.